# Каминский, Александр Александрович
Александр Александрович Каминский (23 октября 1934 — 29 октября 2019) — советский и российский физик, специалист в области физики лазерных кристаллов, член-корреспондент РАН (2006), лауреат премии имени Д. С. Рождественского (1992).

## Биография
Родился в Москве, вырос в Казани, где поступил в авиационный институт. Стремясь к занятиям наукой, перевёлся в Московский государственный университет. Работал в Институте кристаллографии имени А. В. Шубникова РАН, в том числе в должности заведующего лабораторией. С начала 1990-х годов тесно сотрудничал с Институтом оптики и прикладной физики Берлинского технического университета, где несколько лет проработал в должности профессора. В 2008—2014 годах занимал пост вице-президента Международного союза чистой и прикладной физики. Один из инициаторов ежегодного Симпозиума по лазерной керамике и один из редакторов-основателей авторитетного журнала Laser & Photonics Reviews.
Научные работы посвящены в основном поиску и исследованию новых лазерных материалов. Детально исследовал свойства диэлектрических кристаллов, легированных ионами редкоземельных металлов; широко применял теорию Джадда — Офельта для описания изменения структуры энергетических уровней ионов под действием кристаллического поля. Обнаружил ряд многофункциональных материалов, способных не только генерировать лазерное излучение, но и преобразовывать его за счёт таких нелинейно-оптических процессов, как генерация второй гармоники и вынужденное комбинационное рассеяние; это позволило создать лазеры на новых длинах волн в широком диапазоне — от ультрафиолетового до инфракрасного. Одним из первых предложил использовать прозрачные керамические материалы в качестве активных сред лазеров, впервые получил генерацию на ряде таких материалов.

## Награды
- Премия имени Д. С. Рождественского (1992) — за серию работ «Оптика и спектроскопия лазерных кристаллов»

## Избранные публикации
- Каминский А.А. Лазерные кристаллы. — М.: Наука, 1975.
  - Английский перевод: Kaminskii A.A. Laser Crystals: Their Physics and Properties. — 2nd ed.. — Springer, 1990.
- Kaminskii A.A., Mill B.V., Khodzhabagyan G.G., Konstantinova A.F., Okorochkov A.I., Silvestrova I.M. Investigation of trigonal (La1−xNdx)3Ga5SiO14 crystals. I. Growth and optical Properties // physica status solidi (a). — 1983. — Vol. 80. — P. 387-398. — doi:10.1002/pssa.2210800142.
- Каминский А.А. и др. Физика и спектроскопия лазерных кристаллов. — М.: Наука, 1986.
- Lu J., Prabhu M., Song J., Li C., Xu J., Ueda K., Kaminskii A.A., Yagi H., Yanagitani T. Optical properties and highly efficient laser oscillation of Nd:YAG ceramics // Applied Physics B: Lasers and Optics. — 2000. — Vol. 71. — P. 469-473. — doi:10.1007/s003400000394.
- Kaminskii A.A., Ueda K.-I., Eichler H.J., Kuwano Y., Kouta H., Bagaev S.N., Chyba T.H., Barnes J.C., Gad G.M.A., Murai T., Lu J. Tetragonal vanadates YVO4 and GdVO4 - New efficient χ(3)-materials for Raman lasers // Optics Communications. — 2001. — Vol. 194. — P. 201-206. — doi:10.1016/S0030-4018(01)01274-3.
- Lu J., Ueda K.-I., Yagi H., Yanagitani T., Akiyama Y., Kaminskii A.A. Neodymium doped yttrium aluminum garnet (Y3Al5O12) nanocrystalline ceramics - A new generation of solid state laser and optical materials // Journal of Alloys and Compounds. — 2002. — Vol. 341. — P. 220-225. — doi:10.1016/S0925-8388(02)00083-X.
- Kaminskii A.A. Modern developments in the physics of crystalline laser materials // physica status solidi (a). — 2003. — Vol. 200. — P. 215-296. — doi:10.1002/pssa.200306705.
- Kaminskii A.A. Laser crystals and ceramics: Recent advances // Laser & Photonics Reviews. — 2007. — Vol. 1. — P. 93-177. — doi:10.1002/lpor.200710008.